# Симоне (Бјела)
Симоне је насеље у Италији у округу Бијела, региону Пијемонт.
Према процени из 2011. у насељу је живело 50 становника. Насеље се налази на надморској висини од 478 м.